# قشلاق قره دره کاهل
قشلاق قره دره کاهل یک روستا در ایران است که در استان اردبیل واقع شده‌است. قشلاق قره دره کاهل ۷۳ نفر جمعیت دارد.